# Filoteo Alberini

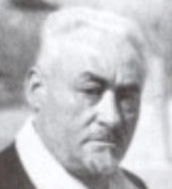
Filoteo Alberini

Filoteo Alberini (* 14. März 1867 in Orte, Kirchenstaat, heute Latium, Italien; † 12. April 1937 in Rom, Italien) war ein italienischer Ingenieur, Erfinder und Filmemacher. 
Nachdem er bei der Armee in Padua gedient hatte, wo ein Vorgesetzter seine Fähigkeiten als Fotograf unterstützte, wurde Alberini infolgedessen als Ingenieur beim Istituto Geografico Militare beschäftigt. 1891 erhielt er eine Goldmedaille für seine fototechnischen Entwicklungen zur Reproduktion von Landkarten. Nachdem er 1894 mit dem Kinetoskop in Berührung gekommen war, entwickelte er einen eigenen Kinetografen, eine kombinierte Kamera mit Projektor und Drucker, der am 11. November 1895 ein italienisches Patent erhielt. Es liegen allerdings keine Nachweise vor, dass jemals eine funktionierende Maschine produziert werden konnte.
Alberini wurde ein wichtiger Aussteller und Filmemacher in den frühen Jahren des italienischen Kinos. 1897 produzierte er mit Anchise Cappelletti und Lionello Ganucci-Cancellieri den „Cinesigrafo“, ein Gerät das breite Filmrollen benutzte, ähnlich dem amerikanischen „Biograph“. Ausgestellt wurde er erstmals im Mai 1899 in Florenz. In den frühen 1900er Jahren eröffnete er Kinos in Florenz und in Rom (das „Moderno“), und 1905 gründete er, gemeinsam mit Dante Santoni die Produktionsfirma „Alberini & Santoni“, mit der er Italiens ersten dramatischen Film La Presa di Roma produzierte. Im darauffolgenden Jahr wurde die Firma in „Cines“ umbenannt und entwickelte sich bald zu einer der einflussreichsten Produktionsfirmen, nicht nur in Italien, sondern weltweit.